# 誤認逮捕
誤認逮捕（ごにんたいほ）とは、警察などの捜査機関がある人物を被疑者として逮捕したものの、実際にはその人物は無実であったことが判明した場合の逮捕行為を指す俗語である。

## 概要
捜査機関がある人物を逮捕した場合に、その後の捜査によってその者の無実が判明し、釈放される場合がある。この場合の逮捕を誤認逮捕という。なお、法的用語とはいえず、マスコミ・一般用語である。
誤認逮捕は、下記に述べるように、現行刑事裁判制度においては逮捕制度に内包された起こり得る状態であるため、被疑者の無罪が確定し、なおかつ真犯人を特定できても直ちに違法行為とはならない。
誤認逮捕であっても被疑者の解雇や実名報道による信用失墜に繋がる可能性が高い。

## 誤認逮捕の発生原因・違法性

### 発生原因
逮捕は、ある人物に対して犯罪の嫌疑を持った場合に必要性があればなしうるが、捜査機関は逮捕を行うことで犯人の逃亡防止や証拠隠滅を防止し、逮捕した人物を起訴をして有罪判決を得られるだけの証拠を集めるための捜査を行うため、この「嫌疑」はその時点の証拠関係から判明した相当程度のものでよい、とされる。したがって、必ずしも確実ではないが、その者の逃走や証拠隠滅を防ぐ必要がある場合には逮捕がなしえ、その人物が無実であった場合も含まれうる。
逮捕した者が実は犯罪を犯していなかった、と後から判明することは制度上起こり得る事態で、捜査機関が適切な努力のもとに、適切な確信をもって逮捕行為を行ったとしても、被逮捕者が犯罪行為者ではないことが捜査の結果判明することは有り得る。
「先行して逮捕された者」が「無実の者」を共犯者として罪を着せようとする場合もある。逮捕後の捜査でその供述が嘘であり、無実が判明すれば、誤認逮捕であったことになるが、この場合の捜査機関の行為は適切である。もっとも、捜査機関の完全な怠慢によって、あやふやな証拠を妄信し、事実を確認する捜査を怠ったために誤認逮捕が発生してしまう場合もある。

### 違法性
一般的には「逮捕された人物」＝即座に「犯罪者」と確信されがちであり、被逮捕者が犯罪行為者ではないと判明した場合には、警察発表を信じたマスコミによって「捜査機関の誤り」として報道される場合があるが、逮捕手続き自体は適法である。
逮捕などの捜査機関の行為は、裁判所に対し被疑者・被告人が有罪か無罪かの判断を求めるための行為であり、逮捕から捜査が進んでもなお被疑者が無実であると判明せず、そのまま起訴した場合にもそれ自体は国家賠償法上の違法性を有しない（「芦別事件」最高裁判所判決要旨）。
もっとも、明らかに捜査機関が努力を怠るなどして、無実であることが明らかであるのに敢えて逮捕を行った場合には国家賠償法上違法とされる余地がある。

## 補償
「被疑者補償規定」という法務省訓令があり、検察官は、被疑者として拘束された者（以下、本人）のうち、「嫌疑なし」として不起訴処分とした者（本人が死亡した場合は相続人その他適当と認める者）に対し、補償の申し出があった場合、勾留日数1日につき1,000円以上12,500円以下の補償金を交付することとなっている。補償金の額は、拘束の種類及び期間、本人が受けた財産上の損失、得る筈であった利益の喪失及び精神上の苦痛その他一切の事情を考慮して決められる。
但し、以下の場合は補償の一部または全部が行われないことがある。
- 本人の行為が刑法第39条または41条に規定する事由によって罪とならない場合。
- 本人が捜査または審判を誤らせる目的で、虚偽の自白をし、その他有罪の証拠を作ることにより、勾留されるに至ったと認められる場合。
- 勾留期間中に捜査（少年法の規定による審判を含む）が行われた他の事実につき犯罪が成立する場合。

起訴され、無罪判決を受けた者に対しては、刑事補償法に基づく補償が行われる。

## 2000年以降の誤認逮捕の例
※逮捕されたが起訴されなかった事件、あるいは逮捕・起訴されたが有罪判決が出なかった事件で大きく取り上げられた事件。
※監視カメラの映像が原因の誤認逮捕の例は「監視カメラ#誤認逮捕」を参照。
- 2002年6月8日、『ウルトラマンコスモス』第49話放送後、主演の杉浦太陽が本作放映開始前の2000年に起こった傷害・恐喝事件の容疑者として逮捕された。被害者が事件の一部を虚偽と認める陳述書を提出したため不起訴処分となった。

- 2004年2月17日、三重県四日市市の商業施設で、財布を盗んだとされた68歳の男性が、周囲の店員や警察官に長時間取り押さえられ、心臓発作で死亡するという事件が起きた。後に誤認逮捕と判明した。

- 2012年10月、警視庁・神奈川県警・三重県警・大阪府警が、犯罪予告を電子掲示板に書き込んだなどとして逮捕した、被疑者の男性と少年について「誤認逮捕だった」として、逮捕した4人に対して謝罪する事態になった[2]。

- 2019年12月16日、大阪地検特捜部は実業家の山岸忍を業務上横領容疑で逮捕した[3]。2021年10月28日、大阪地方裁判所は、山岸の業務上横領罪での共謀の存在を認めず無罪判決を下した。11月11日、大阪地検は控訴を断念し、判決が確定した[4][5]。